# Heimliche Freundschaften
Heimliche Freundschaften (Originaltitel: Les Amitiés particulières) ist ein französischer Spielfilm aus dem Jahr 1964, der auf dem gleichnamigen Roman von Roger Peyrefitte basiert. Regie führte Jean Delannoy, das Drehbuch verfassten Jean Aurenche und Pierre Bost. Eine Nebenrolle spielte Peyrefittes Adoptivsohn und späterer Lebensgefährte Alain-Philippe Malagnac d’Argens de Villele.

## Handlung
Der 15-jährige Georges wechselt auf ein christliches Internat, wo die Patres mit strenger Hand herrschen. Den homosexuellen Beziehungen einiger gleichaltriger Mitschüler steht er kritisch gegenüber; als er jedoch den 12-jährigen Unterstufenschüler Alexandre kennenlernt, verliebt er sich in ihn.
Doch ihre Beziehung wird von den strengen Patres entdeckt, und Georges wird in den Worten eines Paters als Verführer des „armen Kindes“ dargestellt, ein anderer bezeichnet ihn als Gefahr für alle Schüler des Internats. Zunächst gelingt es Georges, einem Pater, der das Verhältnis zwischen den beiden aufgrund seiner eigenen im Geheimen ausgelebten päderastischen Neigung von Anfang an erkannt hat, eine Beziehung mit einem Oberstufenschüler nachzuweisen. So muss der Pater die Schule verlassen, bevor der die beiden verraten kann. Doch als sich schließlich nichts mehr verheimlichen lässt, überreden die Patres Georges dazu, Alexandre vor Beginn der Ferien all die Liebesbriefe zurückzugeben, die er von ihm erhalten hat – andernfalls würde er der Schule verwiesen werden. Als Alexandre, der sich geweigert hat, den Patres auch Georges’ die Beziehung auslösenden Liebesbriefe an ihn zu übergeben, auf der Zugfahrt nach Hause die zurückerhaltenen eigenen Briefe an Georges zerreißt und aus dem Fenster wirft, stürzt er sich selbst aus dem Zug und stirbt.
Georges bereut die erzwungene Rückgabe der Briefe nun noch mehr, zumal er Alexandre in einem weiteren Brief mitzuteilen versucht hat, dass er die Briefe nur unter Zwang der Patres hatte zurückgeben lassen müssen, dieser letzte Brief erreicht Alexandre aber nicht rechtzeitig vor seinem Tod. Vor der Beerdigung sucht er den Pater auf, der die Rückgabe der Briefe erzwungen hat und nun abstreitet, dass der Tod Alexandres etwas mit dem erzwungenen Ende der Beziehung zu tun hat, obwohl Georges anderer Meinung ist. Er verabschiedet sich von dem Pater mit den Worten: „Meine Freundschaft war Liebe. Er lebt in mir weiter …“
Georges’ und Alexandres Alter wird, wohl aufgrund der Problematik des vom Buch abweichenden Sujets (im Buch waren beide nur zwei Jahre auseinander gewesen), jeweils nur einmal im Film genannt, Georges’ am Anfang des Films, als er mit 15 Jahren in die Oberstufe des Internats eintritt, Alexandres Alter (12) in dem Moment, als die Beziehung der beiden entdeckt wird.
Regisseur Delannoy leitet die Verfilmung des Romans mit folgenden Worten ein:
„Dieser Film spielt in einer weit zurückliegenden Zeit. Die Geschichte, die er erzählt, würde sich heute so nicht mehr zutragen. In den Schulen herrscht keine so strenge Disziplin mehr und die Erziehungsmethoden haben sich grundlegend geändert. Was sich freilich nie ändern wird, was ewig bleibt, das sind die Gefühle, die man an der Schwelle zum Erwachsensein [de l’adolescence] empfindet.“
Delannoy lässt dabei offen, ob damit Georges‘, Alexandres oder beider Gefühle gemeint sind.

## Veröffentlichung
Der Film kam am 4. September 1964 in die französischen Kinos. Der Kinostart in Deutschland erfolgte erst am 19. Juni 1970. Im deutschen Fernsehen wurde er, abgesehen vom seit 2021 operierenden Bezahl- und Spartensender OUTtv, nur einmal im Jahre 2007, auf dem frei empfangbaren deutsch-französischen Kulturkanal arte, gezeigt. Die DVD wurde im Jahre 2013 vom auf LGBT-Inhalte spezialisierten Anbieter Pro-Fun Media auf dem deutschen Markt veröffentlicht.

## Kritiken
„In einem sorgfältig-diskreten Stil zeichnet der hervorragend gespielte Film die Psychologie der jungen Menschen nach, scheitert aber an der allzu klischeebeladenen Kolportage der Handlung, so daß er letztlich ohne überzeugende gesellschaftliche Relevanz ist.“

„Subjektivistisch-gegnerhaft, negativ und teilweise sogar gehässig aufgefaßt – aber dennoch, wie die schwer belastete Erfahrung zeigt, mit Recht (leider sehr spät) zur Diskussion gestellt. Stilistisch aus einem Guß, nüchtern und hervorragend dargestellt.“

„Zartbitterer, selten gezeigter Genre-Klassiker [...] Teils kitschiger, am Ende anklagender Film nach dem berühmten Roman von Roger Peyrefitte. [5/5]“

## Auswirkungen
Dieser Film beeinflusste weibliche Comiczeichnerinnen der Gruppe der 24er die dadurch zu Begründerinnen der Boys-Love-Manga wurden.